# Обещать — не значит жениться (книга)
«Обещать — не значит жениться» (англ. He's Just Not That Into You) — книга о работе над собой (так называемые self-improvement), написанная Грегом Берендтом и Лиз Туччилло. Книга была опубликована в 2004 году, а позже по её мотивам сняли одноимённый фильм.

## Структура
Книга построена по структуре вопрос-ответ. В юмористической манере авторы обрисовывают классическую ситуаций во взаимоотношениях мужчины и женщины, а затем авторы комментируют данную ситуацию, сводя причину всех недопониманий к тому, что женщинам нравится искать мужчинам оправдание, хотя те чаще всего ведут себя крайне непорядочно, и, в общем-то, не заинтересованы в развитии отношений, в то время как девушки раздувают из мухи слона.
У книги 2 предисловия (по одному от каждого из авторов), посвящение, вступление, несколько обобщающих статей и заключительное слово от Грега и Лиз.

## Истоки
Книгу написали Грег Берендт и Лиз Туччилло — постоянные соавторы сценария невероятно популярного сериала «Секс в большом городе». Источником вдохновения для создания книги послужила фраза, прозвучавшая в одной из сцен эпизода «Pick-A-Little, Talk-A-Little», в которой Миранда Хоббс просит нового парня своей подруги Кэрри Брэдшоу, писателя Джека Бергера, проанализировать поведение мужчины, с которым она ходила на свидание: тот отказался подняться к ней, ссылаясь на невероятную занятость. Услышав это, Бергер говорит Миранде: «Он полный кретин, но… Он просто не запал на тебя» (англ. He's Just Not That Into You), добавив, что даже если у него и были бы дела, он плюнул бы на них и провёл ночь с Мирандой — но лишь в том случае, если она ему действительно понравилась.

## Экранизация
Одноимённый фильм, большинство сюжетных ходов для которого были взяты из книги, был снят студией «New Line Cinema» и вышел в прокат 6 февраля 2009 года. Сняла картину продюсерская компания актрисы Дрю Бэрримор — «Flower Films».
Срежиссировал фильм Кен Квапис. В главных ролях снялись звёзды Голливуда — Бен Аффлек, Дженнифер Энистон, Дрю Бэрримор, Дженнифер Коннелли, Брэдли Купер, Джиннифер Гудвин, Скарлетт Йоханссон и Джастин Лонг. Несмотря на то, что отзывы были неоднозначны, в кассовом плане картина стала успешной, собрав по всему миру более $180 млн.

## Российское издание
Впервые книга была издана в 2006 году под названием «Вы просто ему не нравитесь: вся правда о мужчинах» издательствами «АСТ», «АСТ Москва» и «Транзиткнига». Позже она переиздавалась при поддержке издательств «Хранитель» и «Харвест». Книга насчитывает 176 страниц и издавалась как в твёрдом, так и в мягком переплёте. Всего существует 4 различных вида обложки.
В 2009 году её переиздали под новым названием — «Обещать — не значит жениться, или Вы просто ему не нравитесь». На обложку помещён постер фильма с портретами актёров, снявшихся в нём. Перевод осуществила — Е. Филиппова.

## Интересные факты
- Дословный перевод названия книги — «Ты ему не очень нравишься».
- Книга стала бестселлером New York Times, а также была темой обсуждения на «Шоу Опры Уинфри».
- В эпизоде «Pulp Friction» сериала «Девочки Гилмор», Лорелай Гилмор говорит, что в библиотеке нет ни одной хорошей книги, остались лишь 5 копий «Обещать — не значит жениться». Кроме того, книга упоминается в фильме «Добро пожаловать в Зомбилэнд», 2-м сезоне сериала «Блудливая Калифорния» и в 6-м сезоне сериала «Дневники вампира».